# Dala
Die Dala ist ein Seitenfluss der Rhone im schweizerischen Oberwallis. Sie fliesst durch das nach ihr benannte Dalatal.

## Wasserkraftnutzung
Das Gefälle der Dala zwischen Güsat (1256 m. ü. M.) unterhalb von Leukerbad und der Dalaschlucht unmittelbar vor der Mündung in den Rotten (Kraftwerkszentrale auf 595 m. ü. M.) wird von der Kraftwerke Dala AG zur Stromproduktion genutzt.
Das Kraftwerk wurde 1909 für die Leuk-Leukerbad-Bahn mit einer Ausbauwassermenge von 350 l/s und einer Leistung von 2,8 MW gebaut. Nach wiederholten Hochwasserschäden 2004 und 2011 wurde das Kraftwerk 2014 neu konzessiert, saniert und ausgebaut und ist nun für 2300 l/s Wasser und eine Leistung von 12,8 MW ausgelegt. Im Jahresdurchschnitt werden rund 50 GWh Strom produziert.

## Hochwasserproblematik
Die Sohle der Dala bei Leukerbad hat sich in den letzten Jahren stark eingetieft. Heute ist bezüglich Böschungsstabilität ein kritisches Sohlenniveau erreicht. Hangrutschungen mit Murgang- und Überschwemmungsfolgen können nicht mehr ausgeschlossen werden. Auf Grund dieser Gefahr liess der Kanton Wallis ein Sanierungsprojekt ausarbeiten. (Stand: 2005.)